# Fjallabræður
Fjallabræður (isl.: „Brüder der Berge“, „Bergbrüder“) ist der Name eines sechzigköpfigen isländischen Männerchores aus Flateyri im Önundarfjörður, der seine Lieder von einer fünfköpfigen Band mit Rockmusik untermalen lässt. Laut einer Reisereportage der Journalistin Sylvia Heinlein in der Zeitschrift Effilee handelt es sich bei den Chormitgliedern um isländische Fischer und der Chor hat keinen Chorleiter.
Der Chor wurde im Herbst 2006 informell gegründet. Er ist unter anderem in dem isländischen Dokumentarfilm Maybe I should have zu hören. Unter anderem trat die Formation 2008 beim Iceland Airwaves auf.
Das erste, selbstbenannte Album des Chors erschien 2009. Das Release-Konzert fand am 29. November 2009 in der Konzerthalle des Kulturzentrums Háskólabíó im Stadtbezirk Vesturbær von Reykjavík statt. Mehrfach begleiteten die Fjallabræður seit 2011 auch den Singer-Songwriter Mugison bei Auftritten.
2014 drehte  Eyþór Jóvinsson einen Dokumentarfilm über den Chor. Eine weitere Dokumentation über Aufnahmen des Chors in den Londoner Abbey Road Studios verfilmten Magnús Þór und Jónas Sigurðsson (kurz Jónas Sig) mit dem Titel Fjallabræður í Abbey Road (Republik Film Productions; 2016), der unter anderem im Bordfernsehprogramm der Luftfahrtgesellschaft Icelandair läuft (Stand: September 2017). Die Dokumentation wurde auch am 4. Juni 2017 vom öffentlich-rechtlichen Sender Ríkisútvarpið ausgestrahlt. Bei Ríkisútvarpið erschienen bereits mehrfach Beiträge über den Chor bzw. wurden Songs des Chors ausgestrahlt.
Im Januar 2017 erschien dann das von den „Fjallabræður & Vinir“ (übersetzt: Fjallabræður & Freunde) in den Abbey Road Studios aufgenommene Album mit dem Titel … Og þess vegna erum við hér í kvöld. Als Frontsänger unterstützen auf dem Album Mugison (Track 1) und Lay Low (Tracks 2 und 4). Das Album wurde bereits Anfang Dezember 2016 im Sender Ríkisútvarpið vorgestellt.